# Hamburg-St. Pauli
St. Pauli er en bydel i Bezirk Hamburg-Mitte i den tyske bystat Hamborg, vestligt beliggende op til Innenstadt (Neustadt), og løber langs Elben til Altonas centrum.
Området kendes bl.a. for Reeperbahn, hvor der ligger et hav af erotikbutikker. Udover dette er det en meget kulturel bydel, og der er meget nymoderne og anderledes kunst at finde, samt mange spillesteder som – heriblandt Große Freiheit. Desuden rummer området mange alternative mennesker, som har sat sit præg på bydelen med bl.a. en masse graffiti.